# Tyberiusz (syn Teodozjusza III)
Tyberiusz (gr. Τιβέριος, zm. po 717) – bizantyński współcesarz u boku swego ojca Teodozjusza III (715-717).

## Życiorys
Był synem Teodozjusza III. W 717 r. wybuchło skierowane przeciwko Teodozjuszowi powstanie pod wodzą Leona Izauryjczyka. Leon schwytał w Nikomedii Tyberiusza, zmuszając Teodozjusza III do ustąpienia 25 marca 717 r. Teodozjusz i jego syn Tyberiusz zostali zmuszeni do wstąpienia do klasztoru.